# Distanásia
Distanásia é a prática pela qual se prolonga, através de meios artificiais e desproporcionais, a vida de um enfermo incurável. Também pode ser conhecida como “obstinação terapêutica”.
A distanásia representa, atualmente, uma questão de bioética e biodireito. Este conceito insere-se no campo vasto da discussão do valor da vida humana e da morte. Opõe-se à eutanásia e pode associar-se a conceitos como a ortotanásia, a própria morte e a dignidade humana.
A distanásia pode opor-se ao conceito de eutanásia passiva.

## Histórico
O termo distanásia foi proposto em 1904, por Morache, e tem sido empregado para definir a morte prolongada e acompanhada de sofrimento, associando-se à ideia da manutenção da vida através de processos terapêuticos desproporcionais, a ”obstinação terapêutica”.

## Repercussão
A distanásia pode abranger 3 aspectos principais: o pessoal, o familiar e o social.
No aspecto pessoal, o indivíduo doente, que inicialmente teve seu processo de morte prolongado em vista de uma possibilidade idealizada de cura, aos poucos passa a depender completamente do processo tecnológico que o mantém, e a prorrogação constante da morte se torna o único elo com a vida; o doente se torna passivo e já não decide por si mesmo, apenas vive em função do processo de controle sobre a natureza.
No aspecto familiar, ocorre uma dualidade psicológica: por um lado o prolongamento da vida do ente querido, enquanto por outro o sofrimento perante a possibilidade constante e repetitiva da perda, além do doloroso ônus financeiro em prol de um objetivo inalcançável.
No aspecto social, ocorre o esgotamento da disponibilidade de recursos mediante uma situação irreversível, que repercute sobre o emprego oneroso dos recursos públicos, em especial nas sociedades carentes, em prejuízo de questões mais essenciais para a saúde pública, cujo resultado teria maior abrangência social.

## Opinião crítica
Oliveira defende que “atualmente, a medicina e a sociedade ... têm diante de si um desafio ético, ao qual é mister responder com urgência – o de humanizar a vida no seu ocaso, devolvendo-lhe a dignidade perdida.”
Para Batista e Schramm, "o emprego planejado e conscienciosos dos recursos públicos deve ser a preocupação constante da gerência em saúde, em especial devido à escassez evidente desses recursos para a população necessitada". “A disponibilidade de tais recursos para a manutenção de doentes sem reais possibilidades de recuperação da qualidade de vida, submetendo-os a um processo doloroso de morrer, exige uma atitude reflexiva por parte da sociedade e da medicina, na busca de uma solução adequada e apoiada na ética”.